# Enrique Vieytes
Enrique Vieytes (Buenos Aires, 5 de octubre de 1918-2014) fue un historietista, ilustrador y pintor argentino.

## Biografía
Siendo un adolescente, tomó clases particulares con el reconocido acuarelista argentino Jorge Larco (1897-1967).
En 1935, a los 17 años, realizó su primer trabajo profesional: la portada para la revista Maribel.
Después de terminar la escuela secundaria, cursó estudios en la Escuela Nacional de Bellas Artes.
En el ámbito de la publicidad realizó campañas para sábanas Grafa, Hiram's Walker, medias Evelina y para los modelos Falcon y F-100 de la automotriz Ford.
Se desempeñó asimismo como dibujante y diagramador de las revistas Leoplán, Chabela y Aquí está. Fue portadista de las Chicas de Divito y también incursionó en la historieta dibujando Duval y Gordon con guiones de Leonardo Wadel para la revista Pimpinela, de la cual realizó algunas de sus portadas como también de la revista Pancho López, ambas de la Editorial Codex.
Trabajó también para las editoriales y agencias de publicidad: Ediciones Selectas, Editorial Divito, Muschnik, Lino Palacios, Mac-Cann Ericcson, Grant Advertising, Walter Thompson
Estuvo también abocado a la enseñanza, como fundador y director entre 1954 y 1968 de la Escuela Panamericana de Arte, donde trabajó junto a reconocidos artistas como Hugo Pratt, Alberto Breccia y Carlos Garaycochea, y más tarde, en 1970, como fundador de la Nueva Escuela de Diseño y Comunicación (en Buenos Aires).
Falleció el 23 de agosto del 2014.

## Estilo
Al abordar el estudio de los diferentes tipos de líneas empleadas en el dibujo de historietas, Enrique Lipszyc decía lo siguiente:

La sensitiva armonización de trazos finos y gruesos le otorgan al trabajo un carácter muy artístico. Técnicamente su trazo es suelto y espontáneo y ofrece efectos de gran belleza.